# Sead Kolašinac
Sead Kolašinac [kɔ'laʃinats] (* 20. Juni 1993 in Karlsruhe) ist ein bosnisch-deutscher Fußballspieler, der bei Atalanta Bergamo unter Vertrag steht; er wird überwiegend als linker Außenverteidiger oder Innenverteidiger aufgestellt. Er war deutscher Juniorennationalspieler und ist seit 2013 bosnischer Nationalspieler.

## Vereinskarriere

### Anfänge
Kolašinac begann seine Karriere bei der FSSV Karlsruhe und wechselte anschließend zum Stadtrivalen Karlsruher SC, für dessen Jugendmannschaften er acht Jahre lang spielte. Über die Stationen TSG 1899 Hoffenheim und VfB Stuttgart wechselte er im Januar 2011 zu den A-Junioren (U19) des FC Schalke 04.
Mit der Schalker U19 gewann er in der Saison 2011/12 die deutsche A-Juniorenmeisterschaft. Zudem kam er im Frühjahr 2012 zu 2 Einsätzen in der zweiten Mannschaft in der viertklassigen Regionalliga West.

### Profi beim FC Schalke 04

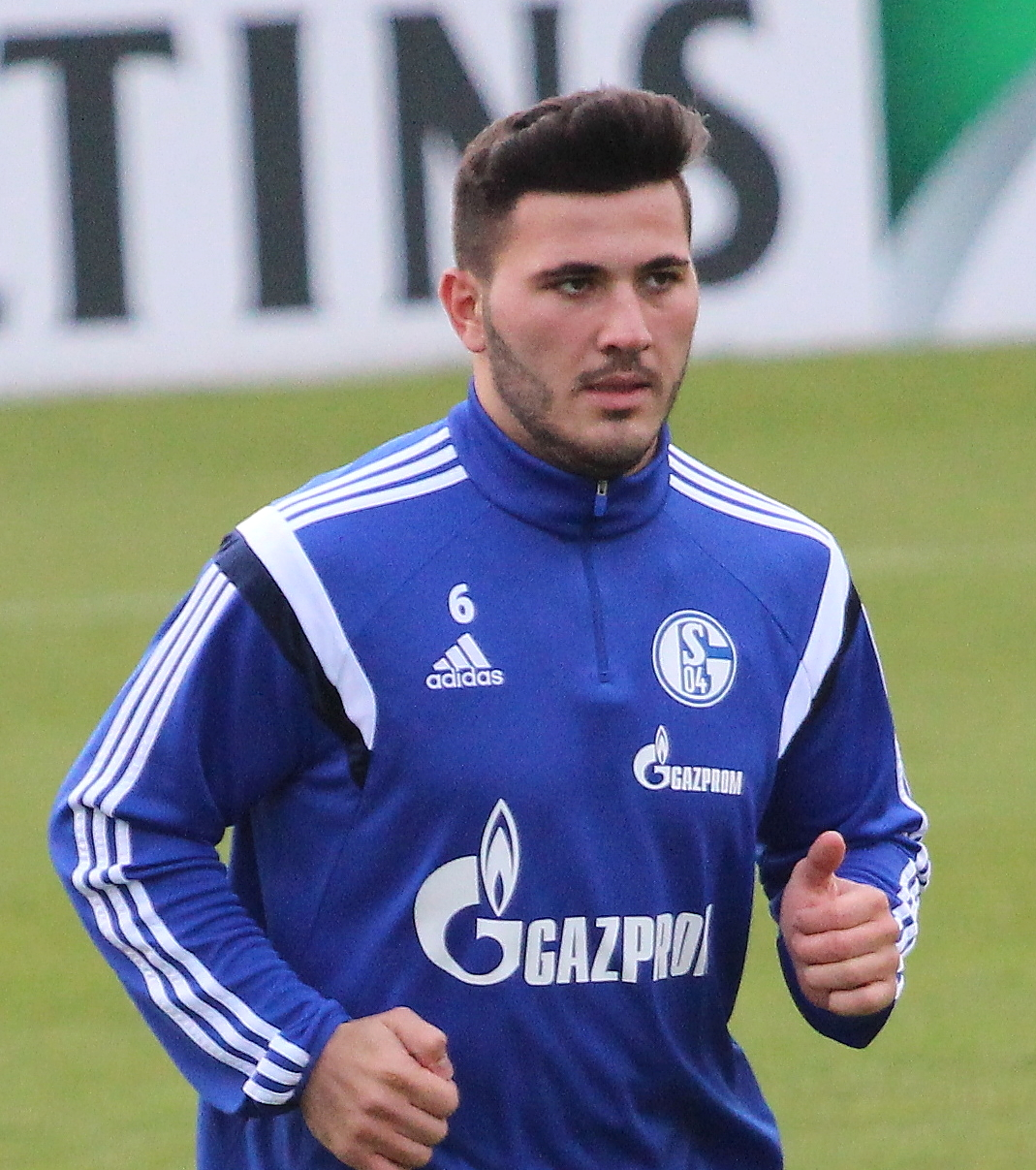
Kolašinac als Spieler von Schalke 04 (2015)

Zur Saison 2012/13 unterschrieb er einen Profivertrag mit einer Laufzeit bis zum 30. Juni 2015. In der Hinrunde gehörte er in fast jedem Bundesligaspiel zum Kader der Schalker, kam aber nur zu zwei Kurzeinsätzen. Sein erstes Bundesligaspiel von Beginn an bestritt er am 21. Spieltag bei der 0:4-Niederlage gegen den FC Bayern München. Durch gute Leistungen verdrängte er den etatmäßigen Linksverteidiger Christian Fuchs und absolvierte 14 von 17 möglichen Rückrundeneinsätzen, davon elf über 90 Minuten. Im Juni wurde sein Vertrag vorzeitig bis 2017 verlängert. Zudem erhielt er die Trikotnummer 6.
In der Saison 2013/14 war Kolašinac auch aufgrund eines Muskelbündelrisses hinter Dennis Aogo lediglich zweite Wahl auf der Position des linken Außenverteidigers. Spätestens nach dessen Kreuzbandriss war er für die Hinrunde als linker Außenverteidiger gesetzt. Am ersten Spieltag der Saison 2014/15 im Auswärtsspiel bei Hannover 96 zog er sich in einem Zweikampf allerdings ebenfalls einen Kreuzbandriss zu. Sein Comeback feierte er am 11. April 2015 zum 28. Spieltag gegen den SC Freiburg. In der Spielzeit 2015/16 war er zur Hinrunde nur zweite Wahl hinter Aogo. 
Im Laufe der Saison 2016/17 konnte Kolašinac sich einen Stammplatz als linker offensiver Außenverteidiger erarbeiten. Zwischen dem sechsten und dem elften Spieltag bereitete er in der Liga vier Tore vor. Zum Ende der Hinrunde erzielte er noch zwei Tore. 

### FC Arsenal

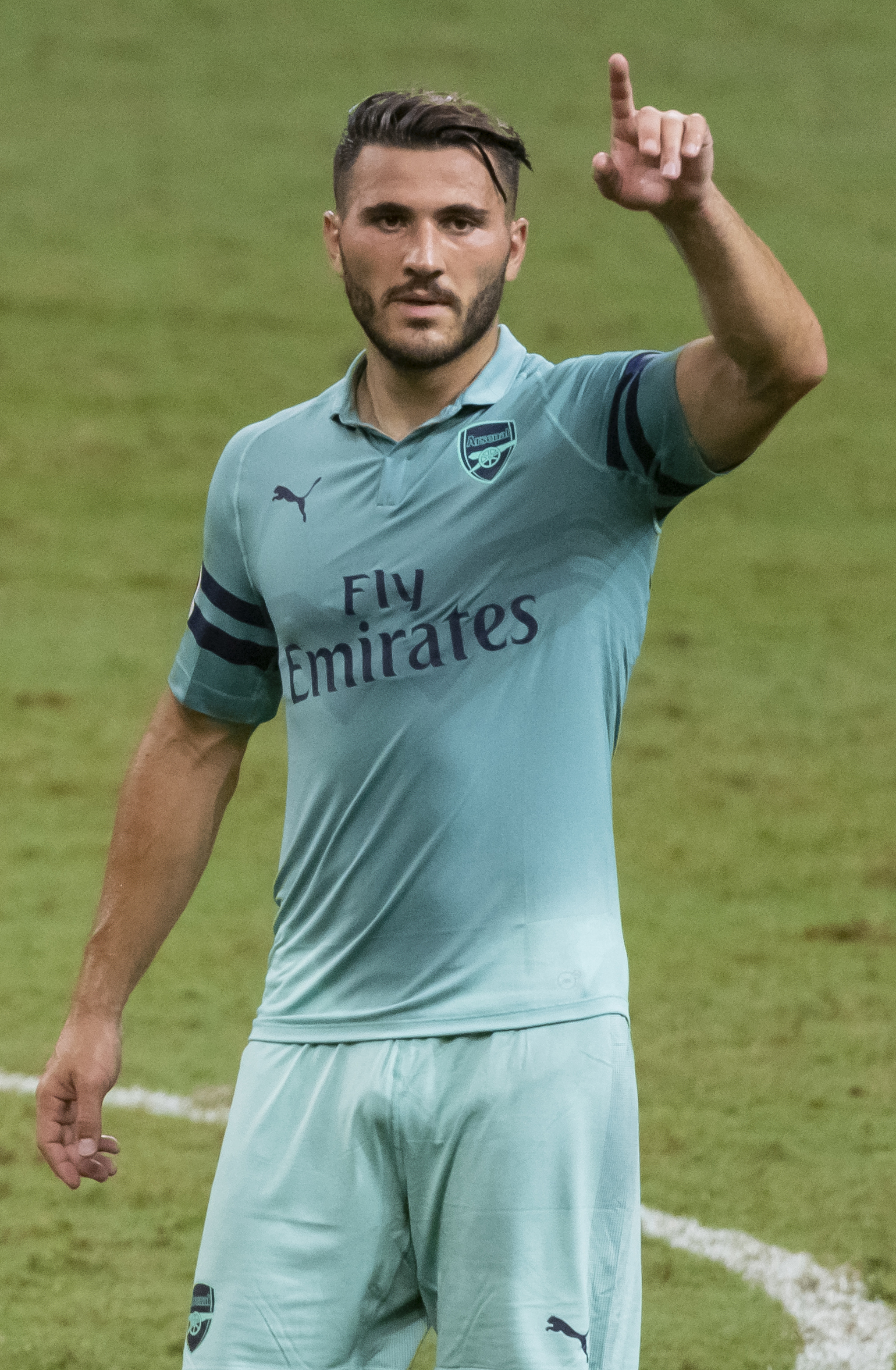
Kolašinac beim FC Arsenal (2018)

Nach Ablauf seines Vertrages mit Schalke wechselte Kolašinac zur Saison 2017/18 ablösefrei in die englische Premier League zum FC Arsenal. In seiner ersten Saison wurde er regelmäßig in der Liga sowie in nationalen Pokalwettbewerben und in der Europa League eingesetzt. Im Europapokal scheiterte er mit Arsenal erst im Halbfinale an Atlético Madrid, im EFL-Cup-Finale an Manchester City. Kolašinac bespielte zuerst die linke Mittelfeldseite, rückte ab Februar 2018 aber im Wechsel mit dem Spanier Nacho Monreal auf die defensive Außenbahn. In der UEFA Europa League 2018/19 gelang ihm mit der Mannschaft der Einzug ins Endspiel, wo man dem Stadtrivalen FC Chelsea unterlag. Ab Sommer 2019 beorderte Cheftrainer Unai Emery den Spieler dauerhaft in die Defensivabteilung. Unter Emerys Nachfolger Mikel Arteta, der seinen Landsmann zur Rückrunde beerbt hatte, wurde Arsenal Sieger im FA Cup 2019/20.

### Rückkehr zum FC Schalke 04
Nachdem Kolašinac in der Saison 2020/21 nur zu einem Ligaeinsatz gekommen war, kehrte er Anfang Januar 2021 bis zum Saisonende auf Leihbasis zum FC Schalke 04 zurück, der sich nach dem 13. Spieltag auf dem letzten Platz stehend in Abstiegsgefahr befand. Der 27-Jährige führte die Mannschaft bei seinem ersten Einsatz am 15. Spieltag und in den folgenden Spielen als Kapitän auf das Feld, als Omar Mascarell verletzt fehlte. Auch als Kolašinac und Mascarell am 19. Spieltag erstmals gemeinsam in der Startelf standen, blieb er Kapitän. Kolašinac kam insgesamt auf 17 Ligaeinsätze (16-mal Startelf), in denen er ein Tor erzielte. Am Saisonende stieg er mit der Mannschaft in die 2. Bundesliga ab und verließ den Verein mit seinem Vertragsende.

### Olympique Marseille
Nach der Leihe zu Schalke kehrte er zunächst nach London zurück, bevor er sich im Januar 2022 Olympique Marseille anschloss.

### Atalanta Bergamo
Im Sommer 2023 wechselte er nach Italien zu Atalanta Bergamo.

## Nationalmannschaft

### Deutsche Juniorenmannschaften
Am 18. Mai 2011 debütierte Kolašinac in der deutschen U18-Nationalmannschaft, als er beim Spiel gegen Österreich eingewechselt wurde. Sein erstes Tor auf internationaler Ebene schoss er am 1. September 2011 beim Spiel der U19 gegen Belgien. Für das Testspiel gegen die U21 Israels am 24. März in Tel Aviv wurde Kolašinac erstmals von Rainer Adrion für die U21 nominiert. Kolašinac musste das Länderspiel allerdings absagen, da ihm die Weisheitszähne gezogen wurden. Obwohl er bis dahin ohne Einsatz in der U21 war, wurde er von Bundestrainer Adrion für die EM 2013 in Israel nominiert. Das Turnier endete für die deutsche Mannschaft bereits in der Gruppenphase. Kolašinac kam nicht zum Einsatz.

### Bosnien-Herzegowina
Safet Sušić berief Kolašinac in den Kader der bosnisch-herzegowinischen Fußballnationalmannschaft für das Länderspiel gegen Argentinien am 18. November 2013 in St. Louis, Missouri in den Vereinigten Staaten; bei seinem Debüt absolvierte er die gesamte Spielzeit.
Am 7. Mai 2014 wurde er vom bosnischen Trainer Safet Sušić in den Kader der A-Nationalmannschaft für die WM 2014 berufen. Im ersten WM-Spiel unterlief ihm in der dritten Minute ein Eigentor und Bosnien-Herzegowina verlor letztlich mit 1:2 gegen den späteren Vizeweltmeister Argentinien. Auch das zweite Spiel gegen Nigeria, in dem er nicht eingesetzt wurde, wurde mit 0:1 verloren, so dass keine Chance mehr bestand, das Achtelfinale des Turniers zu erreichen. Beim ersten WM-Sieg gegen Iran kam er dann wieder zum Einsatz; dieses gewann man mit 3:1.
In der Qualifikation zur EM 2016 in Frankreich bestritt Kolašinac drei Spiele in der Gruppe B. Nach einem 1:1 am 13. November 2015 gegen die Auswahl von Irland in der EM-Relegation kam er bei der 0:2-Niederlage im Rückspiel drei Tage später über die volle Spielzeit zum Einsatz.

## Spielweise
Kolašinac gilt als Defensiv-Allrounder. Zu seiner Juniorenzeit spielte er überwiegend als Innenverteidiger oder im defensiven Mittelfeld („Sechser“). Der damalige Schalker Trainer Jens Keller stellte ihn als linken Außenverteidiger auf, wobei er überzeugte. Kolašinac gilt dem Westen nach als „[k]onsequent, knallhart, clever“ in seiner Spielweise. Er überzeugt auf der Außenverteidigerposition vor allem durch Defensivarbeit. Als sportliche Vorbilder nennt Kolašinac Jermaine Jones und Kyriakos Papadopoulos, da beide auch vor allem auf Zweikampfstärke bauen würden. Leichte technische Defizite gleicht er durch Willen, Einsatz und einen schnellen Antritt aus. Daneben gilt er als robuster, dynamischer Spieler und ihm wird eine körperliche und geistige Präsenz nachgesagt. Sein ehemaliger Trainer bei den Gunners, Arsène Wenger sprach über Kolašinac als „womöglich der stärkste Spieler, den ich jemals trainiert habe“ und lobte sowohl seine Zweikampfführung und -stärke als auch seine effizienten Läufe in der Offensive, durch die er einige Torchancen und auch Tore vorbereitet habe.

## Titel und Auszeichnungen
International
- Europa-League-Sieger: 2024

Deutschland
- A-Junioren-Meister: 2012
- Meister der A-Junioren-Bundesliga West: 2012

England
- Pokalsieger: 2020
- Supercupsieger: 2017, 2020

Auszeichnungen
- UEFA Europa League Team der Saison: 2018/2019[20]